# Alexij (Kuzněcov)
Alexij (světským jménem: Nikolaj Nikolajevič Kuzněcov; 12. září 1875, Carskoje Selo – 18. listopadu 1938, Iževsk) byl ruský duchovní Ruské pravoslavné církve a arcibiskup sarapulský.

## Život
Narodil se 12. září 1875 v Carském Selu v rodině kněze.
Navštěvoval Alexandrovské lyceum a duchovní učiliště svatého Alexandra Něvského v Petrohradu. Roku 1898 dokončil Petrohradský duchovní seminář.
Dne 20. července 1902 byl jmenován asistentem inspektora Irkutského duchovního semináře a 16. srpna 1903 učitelem Usťužského duchovního učiliště.
Dne 17. března 1904 byl postřižen na monacha se jménem Alexij. Dne 20. března byl rukopoložen na hierodiakona a o den později na jeromonacha.
Dne 23. září 1904 se stal učitelem Novgorodského duchovního semináře a 30. července 1906 Jaroslavského duchovního semináře.
Začal se zajímat o sociální demokracii. Psal články do státnických novin a přednášel revoluční projevy k seminaristům.
Dne 16. ledna 1908 byl jmenován členem Orumíjské duchovní misie v Íránu.
Dne 24. února 1909 se stal monachem monastýru Jabłeczna. Věnoval se pedagogické a misijní činnosti.
Dne 15. října 1909 byl ustanoven učitelem Tomského duchovního semináře a 28. července 1911 správcem Lyskovského duchovního učiliště.
Roku 1912 byl převeden jako blagočinný ujezdních monastýrů moskevské eparchie.
Od 30. května 1913 byl představeným monastýru Staro-Golutvin. Dne 30. června byl povýšen na archimandritu.
Od října 1914 do ledna 1915 byl správcem Kolomenského duchovního učiliště.
Dne 12. března 1916 byl jmenován Betánského duchovního semináře. Dne 26. září 1916 byl znovu převeden do Staro-Golutvin monastýru.
Dne 25. prosince 1916 byl zvolen biskupem dmitrovským a pátým vikářem moskevské eparchie. Dne 26. prosince proběhla v chrámu Krista Spasitele jeho biskupská chirotonie. Světitelem byl metropolita moskevský a kolomenský Makarij (Něvskij).
Od 25. března 1917 působil jako biskup sarapulský a vikář vjatské eparchie. Dne 29. března neúspěšně požádal Svatý synod o převedení zpět do Moskvy. Následně si brzy svou novou pozici oblíbil.
Dne 7. září 1918 byl vikariát povýšen na eparchii. Eparchiální biskup získal titul biskup sarapulský a jelabužský.
V září 1919 byl bez obvinění zatčen a za osm dní propuštěn.
V srpnu 1922 přešel k renovacionismu. Stal se členem Živé církve. Následující rok byl přijat zpět do jurisdikce Moskevského patriarchátu.
Roku 1927 byl povýšen na arcibiskupa.
V prosinci 1928 byl zatčen. Propuštěn byl za měsíc a půl kvůli nedostatku důkazů.
Od 20. února do listopadu 1931 a od prosince 1931 do února 1932 dočasně řídil sverdlovskou eparchii.
Dne 8. února 1932 byl znovu zatčen. Dne 7. září 1932 byl odsouzen ke třem letům v pracovním táboře. Dne 28. května 1933 byl amnestován.
Dne 22. listopadu 1933 byl ustanoven arcibiskupem penzenským a 27. března 1934 arcibiskupem tobolským.
Dne 14. května 1934 byl znovu převeden na sarapulskou katedru, ale úřadu se neujal. Od 22. října 1935 úřad převzal a zároveň byl dočasným správcem sverdlovské eparchie.
V srpnu 1937 byl pověřen dočasnou správou kirovské eparchie.
Dne 15. listopadu 1938 byl Trojkou NKVD Udmurtské autonomní sovětské socialistické republiky odsouzen k trestu smrti. Dne 18. listopadu byl zastřelen. Místo pohřbu není známo.
Roku 1989 byl rehabilitován.